# Amrūdkān
Amrūdkān (persiska: امرودکان) är en ort i Iran.   Den ligger i provinsen Khorasan, i den östra delen av landet, 700 km öster om huvudstaden Teheran. Amrūdkān ligger 1 919 meter över havet och antalet invånare är 129.
Terrängen runt Amrūdkān är huvudsakligen kuperad, men åt nordväst är den platt.Runt Amrūdkān är det mycket glesbefolkat, med 5 invånare per kvadratkilometer. Närmaste större samhälle är Sanū, 12,8 km nordost om Amrūdkān. Trakten runt Amrūdkān är ofruktbar med lite eller ingen växtlighet.